# Puig de Galatzó
El Puig de Galatzó és un cim de 1.027 metres d'altura de la Serra de Tramuntana de Mallorca el cim del qual fa partió entre els termes de Puigpunyent, Estellencs i Calvià i les finques de Galatzó, Son Fortuny i Son Nét.

## Principals accessos
- Des de Puigpunyent
- Des d'Estellencs
- Des d'Andratx